# Magnet school

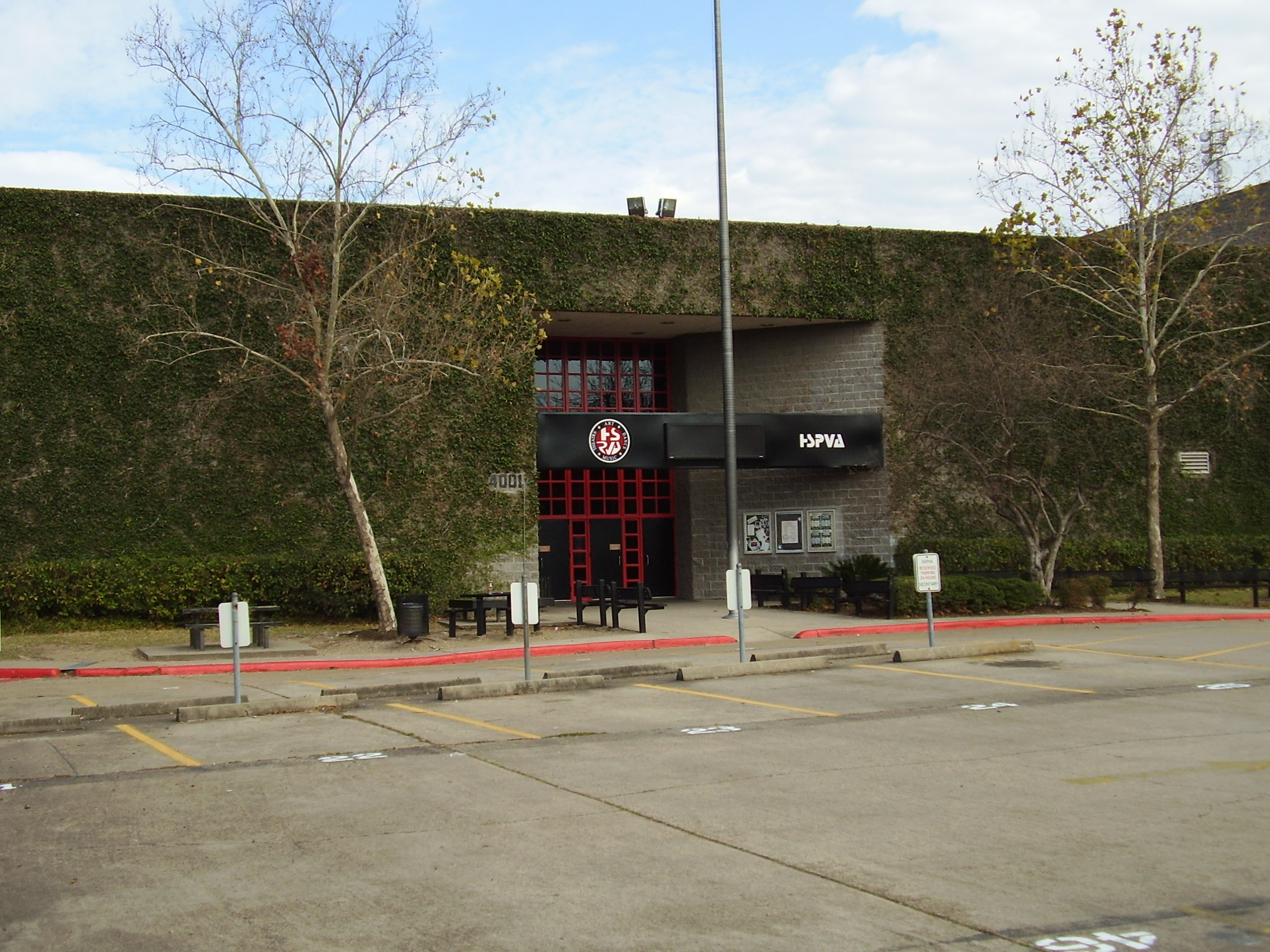
Houston High School for the Performing and Visual Arts (HSPVA) à Houston.

Dans le système éducatif américain, une magnet school est une école publique offrant un cursus scolaire avancé et spécialisé, et dont l'admission est réservée aux meilleurs élèves, quelles que soient leurs origines sociales.